# Calocosmus melanurus
Calocosmus melanurus là một loài bọ cánh cứng trong họ Cerambycidae.